# Czersk (gemeente)
De gemeente Czersk is een stad- en landgemeente in het Poolse woiwodschap Pommeren, in powiat Chojnicki.
De gemeente bestaat uit 18 administratieve plaatsen solectwo: Będźmierowice, Gotelp, Gutowiec, Klaskawa, Krzyż, Kurcze, Lipki, Łąg, Łąg-Kolonia, Łubna, Malachin, Mokre, Mosna, Odry, Rytel, Wieck, Zapędowo, Złotowo
De zetel van de gemeente is in Czersk.
Op 30 juni 2004 telde de gemeente 20 380 inwoners.

## Oppervlakte gegevens
In 2002 bedroeg de totale oppervlakte van gemeente Czersk 379,85 km², waarvan:
- agrarisch gebied: 29%
- bossen: 62%

De gemeente beslaat 27,84% van de totale oppervlakte van de powiat.

## Demografie
Stand op 30 juni 2004:
| Omschrijving                   | Totaal | Totaal | Vrouwen | Vrouwen | Mannen | Mannen |
| ------------------------------ | ------ | ------ | ------- | ------- | ------ | ------ |
| eenheid                        | aantal | %      | aantal  | %       | aantal | %      |
| inwoners                       | 20 380 | 100    | 10 206  | 50,1    | 10 174 | 49,9   |
| bevolkingsdichtheid (inw./km²) | 53,7   | 53,7   | 26,9    | 26,9    | 26,8   | 26,8   |

In 2002 bedroeg het gemiddelde inkomen per inwoner 1339,46 zł.

## Plaatsen zonder de statussołectwo
Bagna, Bielawy, Błoto, Brda, Budziska, Bukowa Góra, Czerska Struga, Dąbki, Duża Klonia, Duże Wędoły, Gartki, Jeziórko, Kaliska, Kamionka, Karolewo, Kęsza, Klonowice, Kłodnia, Konewki, Konigort, Konigórtek, Kosowa Niwa, Koszary, Kurkowo, Kwieki, Listewka, Lutom, Lutomski Most, Łukowo,
Mała Klonia, Małe Wędoły, Młynki, Modrzejewo, Nieżurawa, Nowa Juńcza, ;
Nowe Prusy, Nowy Młyn, Olszyny, Ostrowite, Ostrowy, Płecno, Polana, Przyjaźnia, Pustki, Rówki, Rytel-Zarzecze, Sienica, Stara Juńcza, Stare Prusy, Struga, Stodółki, Suszek, Szałamaje, Szyszkowiec, Twarożnica, Uboga, Uroża, Ustronie, Wądoły-Łąg, Wędowo, Wojtal, Zapora, Zawada, Złe Mięso, Żukowo.

## Aangrenzende gemeenten
Brusy, Chojnice, Czarna Woda, Kaliska, Karsin, Osieczna, Stara Kiszewa, Śliwice, Tuchola